# Centro de Seleção de Candidatos às Escolas Médicas
O Centro de Seleção de Candidatos às Escolas Médicas, mais conhecido por sua sigla Cescem, foi uma instituição criada em 1964 para unificar os exames de seleção das instituições de ensino superior no Estado de São Paulo. A princípio seu exame era válido para ingresso na Faculdade de Medicina (USP), Escola Paulista de Medicina (Unifesp), Faculdade de Ciências Médicas (Unicamp), Faculdade de Medicina de Botucatu (Unesp) e Faculdade de Medicina de Sorocaba (PUC). Gradativamente foram sendo incorporadas outras faculdades, como a Escola de Medicina de Jundiaí, Faculdade de Medicina Barão de Mauá e UFSCar, chegando a englobar mais de 20 instituições da área de biológicas.
Logo após sua criação, o Cescem se constituiu como uma fundação, sob o nome de Fundação Carlos Chagas. Nos anos seguintes também foram criados o Cescea e o Mapofei, para as áreas de Humanas e Exatas respectivamente. Os três exames foram unificados em 1975, dando origem à Fuvest.
Em 65, o Cescem teve 3,7 candidatos para cada vaga, uma fração se comparado aos 97 candidatos/vaga para o curso de medicina da Unesp no vestibular de 2002. Originalmente o vestibular do Cescem contava com mais de 600 questões, e exigia apenas uma nota mínima para a aprovação, mas com o aumento da concorrência, em 1968, o exame passou a ser classificatório.